# Galaninu sličan peptid
Galaninu-sličan peptid (GALP) je neuropeptid koji je prisutan u telu čoveka i drugih sisara. To je polipeptid sa 60-aminokiselina koji nastaje u arkuatnom jezgru hipotalamusa i posteriornoj hipofiznoj žlijezdi. On učestvuje u regulaciji apetita, i moguće je da ima druge uloge kao što su inflamacija, seksualno ponašanje, i stres.

## Literatura
1. ↑  Seth A, Stanley S, Dhillo W, Murphy K, Ghatei M, Bloom S (2003). „Effects of galanin-like peptide on food intake and the hypothalamo-pituitary-thyroid axis”. Neuroendocrinology. 77 (2): 125—31. PMID 12624534. doi:10.1159/000068648.
2. ↑  Kageyama H, Takenoya F, Kita T, Hori T, Guan JL, Shioda S (2005). „Galanin-like peptide in the brain: effects on feeding, energy metabolism and reproduction”. Regulatory Peptides. 126 (1-2): 21—6. PMID 15620409. doi:10.1016/j.regpep.2004.08.029.
3. ↑  Kageyama H, Takenoya F, Hori Y, Yoshida T, Shioda S (2008). „Morphological interaction between galanin-like peptide- and dopamine-containing neurons in the rat arcuate nucleus”. Regulatory Peptides. 145 (1-3): 165—8. PMID 17916390. doi:10.1016/j.regpep.2007.08.019.
4. ↑  Man PS, Lawrence CB (2008). „Galanin-like peptide: a role in the homeostatic regulation of energy balance?”. Neuropharmacology. 55 (1): 1—7. PMID 18538801. doi:10.1016/j.neuropharm.2008.04.008.
5. ↑  Kuramochi M, Onaka T, Kohno D, Kato S, Yada T (2006). „Galanin-like peptide stimulates food intake via activation of neuropeptide Y neurons in the hypothalamic dorsomedial nucleus of the rat”. Endocrinology. 147 (4): 1744—52. PMID 16410310. doi:10.1210/en.2005-0907.
6. ↑  Taylor A, Madison FN, Fraley GS (2009). „Galanin-like peptide stimulates feeding and sexual behavior via dopaminergic fibers within the medial preoptic area of adult male rats”. Journal of Chemical Neuroanatomy. 37 (2): 105—11. PMID 19124073. doi:10.1016/j.jchemneu.2008.12.003.
7. ↑  Man PS, Lawrence CB (2008). „Interleukin-1 mediates the anorexic and febrile actions of galanin-like Peptide”. Endocrinology. 149 (11): 5791—802. PMID 18617619. doi:10.1210/en.2008-0252.
8. ↑  Lawrence CB (2009). „Galanin-like peptide modulates energy balance by affecting inflammatory mediators?”. Physiology & Behavior. 97 (5): 515—9. PMID 19298833. doi:10.1016/j.physbeh.2009.02.041.
9. ↑  Suzuki H, Onaka T, Dayanithi G, Ueta Y (2009). „Pathophysiological roles of galanin-like peptide in the hypothalamus and posterior pituitary gland”. Pathophysiology. 17 (2): 135—140. PMID 19501488. doi:10.1016/j.pathophys.2009.03.007.